# Sionascaig Lacus
Il Sionascaig Lacus è una struttura geologica della superficie di Titano.